# Daniel Coutinho
Daniel/Daniël Coutinho (Paramaribo, 12 oktober 1860 – Voorburg, 7 januari 1932) was een Surinaams jurist en politicus.
Nadat hij in 1883 een examen had afgelegd werd hij praktizijn. Hij is bovendien landspraktizijn en waarnemend kantonrechter in Paramaribo geweest.
Coutinho werd in 1898 verkozen tot lid van de Koloniale Staten. Bij de verkiezingen van 1910 werd hij bij enkel kandidaatstelling herkozen. Kort daarop maakte Coutinho bekend dat hij vanwege gezondheidsproblemen zijn herbenoeming niet zou aanvaarden. Daarmee kwam na 12 jaar een einde aan zijn Statenlidmaatschap.
Coutinho vertrok naar Nederland waar hij in 1932 op 71-jarige leeftijd overleed.